# Boris Zajtsjoek
Boris Zajtsjoek (Russisch: Бори́с Па́влович Зайчу́к)  (Kazachstan, 28 augustus 1947) is een voormalige Sovjet-atleet, die gespecialiseerd was in het kogelslingeren. Hij is voornamelijk bekend geworden vanwege het feit, dat hij als eerste ter wereld met de slingerkogel de grens van 80 meter wist te doorbreken.

## Loopbaan

### Geleidelijke prestatieopbouw
Zajtsjoek stapte op zeventienjarige leeftijd over van de bokssport naar de atletiek. "Boksen was mijn passie, maar ik raakte geblesseerd en moest er mee ophouden", verklaarde hij deze stap. Een jaar later slingerde hij de kogel al ruim voorbij de 48 meter. Toch duurde het lang voordat hij zich in deze discipline met de grootsten kon meten. Pas in 1975 slaagde hij er voor het eerst in om de grens van 70 meter te doorbreken, waarna hij in het jaar erna met een worp van 75,42 m wist op te klimmen naar de elfde plaats op de wereldranglijst. In menig land zou een dergelijke prestatie een ticket naar de Olympische Spelen hebben opgeleverd, maar in de Sovjet-Unie stond hij ermee op de zevende plaats van de nationale bestenlijst en dus gingen de Olympische Spelen van Montreal aan zijn neus voorbij.

### Nog geen maand wereldrecordhouder
In 1977 en 1978 slaagde Zajtsjoek er echter steeds vaker in om een of meer van zijn illustere landgenoten te verslaan, inclusief regerend olympisch kampioen Joeri Sedych. In 1978 schreef hij vervolgens geschiedenis door op 9 juli tijdens de kampioenschappen van Moskou de kogel naar 80,14 te slingeren, een ruime verbetering van het bestaande wereldrecord van Walter Schmidt van 79,30 uit 1975. Hij was toen inmiddels al 31 jaar oud. Prompt maakte hij kort daarna deel uit van de Sovjet-Russische delegatie naar de Europese kampioenschappen in Praag, waar hij echter zijn pas verworven status niet kon waarmaken. Hij eindigde er met 75,62 achter Joeri Sedych (kampioen met 77,28) op de zesde plaats.
Ook van zijn wereldrecord heeft Zajtsjoek niet lang plezier gehad, want nauwelijks een maand na zijn recordprestatie was hij het alweer kwijt aan de West-Duitser Karl-Hans Riehm, die er op 6 augustus in Heidenheim an der Brenz achttien centimeter bovenop had gedaan en sindsdien met 80,32 op de wereldrecordlijst prijkte.

### Ondanks 80,48 m niet naar OS
In 1979 wist Zajtsjoek het eerder bereikte niveau niet vast te houden. Hij kwam dat jaar niet verder dan een beste prestatie van 77,42. In het olympische jaar 1980 was hij echter opnieuw in topvorm, getuige de 80,48 die hij reeds op 24 mei bij een wedstrijd in Sotsji wist te realiseren. Hij had echter de pech dat hij in eigen land niet de enige kogelslingeraar was die in de vorm van zijn leven verkeerde. Een week eerder hadden immers Jüri Tamm en Joeri Sedych in één wedstrijd het wereldrecord om beurten respectievelijk van 80,38 via 80,46 op 80,64 gesteld, waarna in Sotsji Sergei Lidwinov Zajtsjoek overtroefde door het werptuig naar 81,66 te slingeren. In een week tijd was het wereldrecord vier keer van eigenaar gewisseld en Zajtsjoek viste naast het net. Toen vervolgens begin juli tijdens de Snamenski Memorial een laatste vormtest werd gehouden die door Jüri Tamm werd gewonnen en waarin hij slechts vijfde werd, was het pleit beslecht en werd Boris Zajtsjoek gepasseerd voor de Olympische Spelen in Moskou. En zo kwam een atleet met een PR van boven de 80 meter buiten de olympische ploeg te staan. In vrijwel elk ander land ter wereld zou dit ondenkbaar zijn geweest, maar in de Sovjet-Unie gebeurde het. Op de Spelen in Moskou werd het onderdeel kogelslingeren vervolgens een 'clean sweep' voor de Sovjet-Unie, met Sedych, Lidwinov en Tamm op het erepodium, in die volgorde.

### Prestaties op latere leeftijd
Het kan zijn dat Zajtsjoek na de in het voorgaande jaar opgedane teleurstelling inmiddels zijn bekomst had gekregen van de topsport. Bovendien was hij ook al 33 jaar oud. Hoe dan ook, feit is dat hij in 1981 en 1982 niet meer tot aansprekende prestaties wist te komen. Toch kroop het bloed blijkbaar waar het niet kon gaan, want in 1983 meldde Zajtsjoek zich ineens weer aan de top; met 77,30 wist hij zich opnieuw in de top-twintig van de wereld te werpen, ook al was het wereldrecord door Lidwinov dat jaar inmiddels naar 84,14 getild en moest hij op die ranglijst acht landgenoten voor zich dulden. 
Met topprestaties was het daarna echt gedaan, met het kogelslingeren echter niet. Dat bleef Zajtsjoek nog vele jaren doen, ook nadat hij naar Canada was geëmigreerd. In 2007 vestigde hij op de wereldkampioenschappen voor masters in Riccione, Italië, uitkomend voor zij nieuwe vaderland, met 61,96 zelfs een wereldrecord in de M60-leeftijdscategorie.
Zajtsjoek woont tegenwoordig in Ontario, waar hij nog steeds actief is als trainer.  

## Persoonlijk record
| Onderdeel      | Prestatie | Datum       | Plaats |
| -------------- | --------- | ----------- | ------ |
| kogelslingeren | 80,48 m   | 24 mei 1980 | Sotsji |

## Prestatieontwikkeling
| Jaar        | 1964  | 1965  | 1966  | 1967  | 1968  | 1969  | 1970  | 1971  | 1972  | 1973  | 1974  | 1975  | 1976  | 1977  | 1978       | 1979  | 1980  | 1981 | 1982 | 1983  |
| Afstand (m) | 53,70 | 57,64 | 58,38 | 61,48 | 62,56 | 64,06 | 65,94 | 69,54 | 69,34 | 68,50 | 69,20 | 72,36 | 75,42 | 76,50 | 80,14 (WR) | 77,42 | 80,48 | -    | -    | 77,80 |

## Palmares
- 1977:  Sovjet-kamp. – 74,34 m
- 1978: 6e EK te Praag – 75,62 m